# 三井所尊春
三井所 尊春（みいしょ たかはる、1979年4月4日 - ）は、佐賀県出身の元競艇選手。
登録番号4101。身長172cm。血液型O型。88期。佐賀支部所属。
同期に吉永則雄、谷津幸宏、細川裕子らがいる。
3人兄弟の次男として生まれる。

## 来歴
幼少の頃から野球に打ち込み、高校は甲子園での強豪校の佐賀県立佐賀商業高等学校に入学、1997年の全国高等学校野球選手権大会（甲子園）では選手として試合への出場を果たしている。
高校を卒業するまでは競艇について全く知らなかったものの、父から「競艇選手は儲かるぞ」と吹き込まれた事で競艇選手としての道に興味を持ち、一度受験したものの身体検査で不合格。過酷なトレーニングと節制で減量に成功したものの、二度目の受験は二次試験で不合格、また更に本格的に取り組み三度目の受験で合格。
本栖研修所を経て2001年5月22日、地元唐津競艇場で開催された「九州スポーツ杯争奪戦競走」1Rでデビュー（3着）。2004年、常滑競艇場で初優勝。2005年、宮島競艇場・新鋭王座決定戦でG1初出場、2006年の唐津新鋭王座では準優出を果たしている。
2013年11月24日、津競艇場にて行われた第16回競艇王チャレンジカップにおいて、SG初優出（4着）。
2016年の笹川賞競走のファン投票は「褒賞懲戒規程に基づく出場停止処分」で除外と記載されている。
2017年9月5日、多摩川63周年を制し、初のG1を獲得している。
2022年1月5日、地元唐津の正月戦（第62回佐賀県選手権）最終日にてフライングを切り、同年1月15日から90日間のフライング休みに入った。F休み後にいくつかの斡旋を控えていたが一走もする事無く、全ての斡旋が削除された。12月17日、宮地元輝のレース後インタビューにて三井所選手が引退した事が判明した。引退理由は不明。

## エピソード
- 2006年の新鋭王座決定戦の開会式で、選手代表として挨拶した三井所は涙目で謝罪の言葉を述べた後、いきなり土下座をして観客を驚かせた。これは、同年同競艇場で行われた正月開催・「佐賀県選手権」の選手インタビューで、佐賀支部の先輩である上瀧和則と長溝一生が、執拗に野次を飛ばした観客に対して「うるさい」と言って、観客が逆上して詰め寄って騒ぎになった事に対し、佐賀支部の代表として観客に対して謝罪と土下座をしたものであり、三井所自身が何か問題を起こした訳ではない。
- 2006年から2007年にかけての1年間、競艇オフィシャルWEBでレーサー日記を担当。
- 幼少時は、剣道・サッカーにも少し打ち込んだ。
- 趣味はゴルフで、3人男兄弟でいうと、腕前は長男・次男・三男の順という。